# Фторид нептуния(IV)
Фторид нептуния(IV) — бинарное неорганическое соединение,
соль нептуния и плавиковой кислоты 
с формулой NpF4,
зелёные кристаллы,
не растворяется в воде.

## Получение
- Пропускание смеси кислорода и фтористого водорода через нагретый фторид нептуния(III):

{\displaystyle {\mathsf {4NpF_{3}+O_{2}+4HF\ {\xrightarrow {500^{o}C}}\ 4NpF_{4}+2H_{2}O}}}
- Пропускание смеси фтористого водорода с воздухом через нагретый оксид нептуния(IV):

{\displaystyle {\mathsf {NpO_{2}+4HF\ {\xrightarrow {650^{o}C}}\ NpF_{4}+4H_{2}O}}}

## Физические свойства
Фторид нептуния(IV) образует зелёные кристаллы
моноклинной сингонии,
пространственная группа C 2/c,
параметры ячейки a = 1,270 нм, b = 1,064 нм, c = 0,841 нм, β = 126,17°, Z = 4.
Не растворяется в воде.